# (5864) Montgolfier
(5864) Montgolfier (1983 RC4) – planetoida z pasa głównego asteroid okrążająca Słońce w ciągu 4,09 lat w średniej odległości 2,56 j.a. Odkryta 2 września 1983 roku.